# Olga - den sidste storfyrstinde
Olga - den sidste storfyrstinde er en dansk portrætfilm fra 2003 instrueret af Sonja Vesterholt efter manuskript af Annie Szamosi.

## Handling
Den sidste storfyrstinde Olga Romanov var den yngste datter af tsar Alexander III og danske prinsesse Dagmar, søster til den sidste russiske tsar og født storfyrstinde af Rusland i 1882. Olga var født til et liv i rigdom blandt konger og kejsere, men døde i et fattigt arbejderkvarter i Toronto. Olgas livshistorie rummer både revolutioner og verdenskrige, store lidenskaber og forbudt kærlighed. Med sjældne fund fra arkiverne følger filmen Olga fra barndommen på slottene i Skt. Petersborg til eksil først i Danmark, senere til Canada. Olgas egne malerier og akvareller, intime dagbogsoptegnelser og interviews med mennesker, der kendte Olga, belyser denne enestående og stærke kvinde, hvis liv var overvældende kontrastfyldt.